# Salerno (provins)
Provinsen Salerno (Provincia di Salerno) er en provins i den italienske region Campania. Provinsen ligger langs vestkysten syd for Napoli. Den største by i provinsen hedder ligeledes Salerno. Andre byer i regionen er Cava de' Tirreni, Battipaglia, Nocera Inferiore, samt mange andre mindre feriebyer langs kysten, bl.a. Agropoli, Amalfi, Ascea, Magliano Vetere, Maiori, Minori m.fl. 